# Tân Thành, Lâm Đồng
Tân Thành là một xã ven biển thuộc tỉnh Lâm Đồng, Việt Nam.

## Địa lý
Xã Tân Thành nằm ở phía đông nam huyện Hàm Thuận Nam, có vị trí địa lý:
- Phía đông và phía nam giáp Biển Đông
- Phía tây giáp xã Tân Thuận
- Phía bắc giáp xã Thuận Quý.

Xã Tân Thành có tổng diện tích tự nhiên là 6.144,5 ha (trong đó, diện tích đất nằm trong khu bảo tồn thiên nhiên núi TaKou là 3.867,87ha. Người dân Tân Thành đa số hiện nay là đều là dân bản địa. Xã không có đồng bào dân tộc thiểu số, có duy nhất một tôn giáo là Phật giáo. Cơ cấu hành chính của xã được chia thành 4 thôn: Kê Gà, Văn Kê, Thạnh Mỹ và Cây Găng. Dân số toàn xã tính đến năm 2018 là 1.646 hộ với 6.938 khẩu.

## Du lịch
Xã có đường bờ biển dài 14,7 km, nên rất có tiềm năng phát triển du lịch biển. Một số điểm du lịch tham quan đẹp nhất ở địa phương: Hải đăng Kê Gà, Mũi Kê Gà, Mũi Hòn Lan, Động Chùa.